# Pseudauchenipterus nodosus
Pseudauchenipterus nodosus és una espècie de peix de la família dels auqueniptèrids i de l'ordre dels siluriformes.

## Morfologia
- Els mascles poden assolir 22 cm de longitud total.[5][6]

## Depredadors
A la Guaiana Francesa és depredat per Arius parkeri i Hexanematichthys proops.

## Hàbitat
És un peix demersal i de clima tropical (20 °C-25 °C).

## Distribució geogràfica
Es troba a Sud-amèrica: des de Veneçuela i el sud de Trinitat fins al Brasil (Bahia).